# Anastatus catamarcensis
Anastatus catamarcensis is een vliesvleugelig insect uit de familie Eupelmidae. De wetenschappelijke naam is voor het eerst geldig gepubliceerd in 1922 door Brèthes.